# Oribotritia megale
Oribotritia megale är en kvalsterart som först beskrevs av Walker 1965.  Oribotritia megale ingår i släktet Oribotritia och familjen Oribotritiidae. Inga underarter finns listade i Catalogue of Life.